# Comuna Lozova, raionul Ternopil, regiunea Ternopil
Lozova (în ucraineană Лозова) este o comună în raionul Ternopil, regiunea Ternopil, Ucraina, formată din satele Kurnîkî și Lozova (reședința).

## Demografie
Componența lingvistică a comunei Lozova
     Ucraineană (99,9%)
     Alte limbi (0,1%)
Conform recensământului din 2001, majoritatea populației comunei Lozova era vorbitoare de ucraineană (99,9%), existând în minoritate și vorbitori de alte limbi.